# 21 ساعة في ميونخ
21 ساعة في ميونخ (بالإنجليزية: 21 Hours at Munich) هو فيلم درامي تلفزيوني أمريكي يحكي قصة عملية ميونخ خلال دورة الألعاب الأولمبية الصيفية 1972 بميونخ مستوحى من كتاب «دم إسرائيل» لسيرج غروسار. عُرض للمرة الأولى في 7 نوفمبر 1976 في أي بي سي. ورغم أنه فيلم تلفزيوني فقد عُرض في قاعات السينما في عدة بلدان أخرى.

## القصة
يحكي الفيلم قصة تسلل الفدائيين الفلسطينيين للقرية الأولمبية واحتجازهم للرياضيين الأولمبيين الإسرائيليين. ثم قتل الفلسطينيون الرهينة مدرب المصارعة لأنه حاول المقاومة. وبعد ذلك تفاوض الفلسطينيون مع السلطات الألمانية لعدة ساعات طلب خلالها الفلسطينيون بإطلاق جميع الأسرى الفلسطينيين من السجون الإسرائيلية ولكن رفضت رئيسة الوزراء الإسرائيلية غولدا مائير تقديم أية تنازلات. واتفق المفاوضون الألمان مع الخاطفين على تخصيص حافلة ومروحتان لتنقلهم لاحدى المطارات ولتنقلهم طائرة لاحقا إلى القاهرة وبرفقتهم الرهائن. ولكن المفاوضين الألمان اتفقوا مع قائدي المروحيتان الألمانيان بالتوجه إلى مكان آخر مفتوح ومطوق بالشرطة بغية تحرير الرهائن بالقوة. وعندما حطت المروحيتان في المكان انطلق القناصة الألمان في إطلاق الرصاص على الفلسطينيين الذين بدورهم ردوا على إطلاق الرصاص وقتلوا شرطيا ألمانيا وقائد إحدى المروحيات. ثم أمر عيسى رفاقه بالخروج من إحدى المروحيات ورمى عبوة ناسفة داخلها لتتفجر ويموت من بداخلها من الرهائن. ويقوم خاطف آخر بقتل كل الرهائن الذين في المروحية الثانية. ويتم كل ذلك في حالة من تبادل الرصاص بين الشرطة الألمانية وبين الخاطفين. ويقوم الألمان خلال ذلك بقتل بعض الفلسطينيين. فيما يتم القبض على خاطفين آخرين أحياء. ويظهر في نهاية الفيلم الرئيس الألماني غوستاف هاينيمان داخل الملعب الأولمبي بميونخ وهو يؤبّن الضحايا.

## نقد الفيلم
يقول الفلسطينيون أن الفيلم روى وجهة النظر الإسرائيلية والغربية.

## الممثلون
- ويليام هولدن، بدور رئيس الشرطة «مانفريد شرايبر»
- فرانكو نيرو، بدور «عيسى»
- شيرلي نايت، بدور «أنليز غراس»
- أنتوني كوايلي بدور الجنرال الإسرائيلي «زفي زامير»
- ريتشارد بايسهارت، بدور مستشار ألمانيا ويلي برانت
- نويل ويلمان، بدور وزير داخلية إقليم بافاريا «برونو ميرك»
- يورغ ماريتشكا، بدور وزير الداخلية الألماني هانز ديتريش غينشر
- والتر كوهات، بدور «فلدهاوس»
- يان نيكلاس، بدور «مساعدة شرايبر»
- ديفيد هيس، بدور «بيرغر»
- بول ال سميث، بدور «غوتفروند»
- غونتر ماريا هالمر، بدور أندريه سبيتزر
- مايكل ديغين بدور ممثل الجامعة العربية في بون محمد قذيف
- هيربرت فوكس، بدور «كيهات شور»

## وصلات خارجية
- 21 ساعة في ميونخ على موقع IMDb (الإنجليزية)
- 21 ساعة في ميونخ على موقع روتن توميتوز (الإنجليزية)
- 21 ساعة في ميونخ على موقع Turner Classic Movies (الإنجليزية)
- 21 ساعة في ميونخ على موقع فيلمافينيتي (الإسبانية)
- 21 ساعة في ميونخ على موقع قاعدة بيانات الأفلام السويدية (السويدية)
- 21 ساعة في ميونخ على موقع قاعدة بيانات الفيلم (الإنجليزية)
- 21 ساعة في ميونخ على موقع ليتربوكسد (الإنجليزية)
- 21 ساعة في ميونخ على موقع كينوبويسك (الروسية)